# 宮城交通仙台北営業所
宮城交通仙台北営業所（みやぎこうつうせんだいきたえいぎょうしょ）は、宮城県仙台市泉区泉ヶ丘にある宮城交通の営業所。

## 沿革
- 1973年4月20日 - 宮城交通泉営業所として開設。
- 19xx年 - 宮城交通観光バス（1983年4月1日設立）の本社営業所を併設。
- 1993年3月15日- 吉岡営業所（現・ミヤコーバス吉岡営業所）を統合する形で富谷営業所を開設したため、泉案内所に格下げ。
- 2001年4月1日 - 宮城交通観光バス株式会社から、宮交観光サービス株式会社に社名変更。
- 2006年3月1日 - 宮城交通との合併により、宮城交通仙台北営業所に改称。（現在の宮交観光サービスは同日付で設立された、旅行代理店業務を行う別会社である）

## 所管路線
貸切バスの他、下記の高速バス路線も担当する。
- アーバン号（仙台 - 盛岡線）
- 仙台 - 釜石線
- 仙秋号（仙台 - 秋田線）
- キャッスル号（仙台 - 弘前線）
- 仙台 - 気仙沼・宮古線

## その他
- 富谷営業所担当の高速バス共同運行会社の乗務員休憩所・夜間滞泊所となっている。
  - ミヤコーバス：仙台 - 気仙沼線、仙台 - 佐沼線、仙台 - 石巻・女川線（一部便）
  - 岩手県交通：アーバン号、仙台 - 釜石線
  - 弘南バス：キャッスル号、ブルーシティ号
  - 十和田観光電鉄：ブルーシティ号
  - 成田空港交通：ポーラスター号